# Lelehua waimea
Lelehua waimea är en kräftdjursart som beskrevs av J. L. Barnard 1970. Lelehua waimea ingår i släktet Lelehua och familjen Hyalidae. Inga underarter finns listade i Catalogue of Life.